# 成田晋
成田 晋 (なりた すすむ、1954年（昭和29年）9月27日 - ）は、日本の実業家、銀行家。プロクレアホールディングス代表取締役社長、青森放送取締役。青森県生まれ。

## 略歴
- 1973年 青森県立五所川原高等学校卒業。
- 1978年 慶應義塾大学法学部卒業後、青森銀行入行。
- 2007年 法人部長。
- 2008年 執行役員審査部長。
- 2010年 執行役員弘前支店長。
- 2011年 執行役員弘前地区統括、常務取締役。
- 2014年 専務取締役。
- 2015年 取締役頭取。
- 2019年 青森県公安委員会委員長[1][2]、青森放送取締役[3][4]。
- 2022年 プロクレアホールディングス社長[5]
- 2023年 青森銀行代表取締役会長
- 2025年 青森銀行会長を退任し、プロクレアHD社長専任。